# Otto Furter
Otto Furter (* 20. August 1905 in St. Gallen; † 4. Dezember 1998 in Davos, reformiert, heimatberechtigt in Staufen) war ein Schweizer Fotograf.

## Leben
Otto Furter wurde am 20. August 1905 in St. Gallen als Sohn des Stickereizeichners Jakob Furter geboren. Otto Furter absolvierte zunächst eine kaufmännische Lehre sowie einer Weiterbildung in Paris, bevor er sich auf die Fotografie verlegte und eine Anstellung bei Emil Meerkämper in Davos fand. Furters Fotos wurden zu dieser Zeit unter Meerkämpers Name publiziert Als sein Vorbild und Mentor diente ihm dabei der Porträt- und Landschaftsfotograf Albert Steiner. Schliesslich eröffnete Otto Furter im Jahr 1943 neben der Gründung eines Verlags für Ansichtskarten ein Fotogeschäft in Davos. 
Otto Furter verstarb am 4. Dezember 1998 in Davos. Sein Fotogeschäft samt Verlag wurde von seinen Söhnen Hans und Walter weitergeführt.

## Wirken
Otto Furter setzte den Schwerpunkt seiner Arbeit auf das Landschaftsbild und das Porträt sowie die Darstellung der ländlichen Arbeit. Mit seinen Kalenderfotos und Bildreportagen erzeugte Otto Furter Interesse und Verständnis der Öffentlichkeit für die Schutz- und Entwicklungsbedürftigkeit des Schweizer Alpenraums sowie für die Berghilfe. Furter wird zu den bedeutendsten Schwarzweissfotografen Graubündens gezählt. Seine Fotografien erschienen in zahlreichen Kalendern, Zeitschriften, Zeitungen und Bildbänden, so unter anderem zum Bergell und Münstertal.

## Archiv
- Otto Furter AG, Davos